# Борст, Стив
Стив Борст (англ. Steve Borst; род. 7 сентября 1977, Нью-Йорк) — американский аниматор, сценарист и продюсер. Работал над мультсериалами «Псих», «Юные титаны, вперед!». Является создателем мультсериала «Хлебоутки» вместе с Гэри Дудлезом. Двукратный номинант на премию Эмми.

## Биография
Стив Борст родился и вырос в Нью-Йорке, США. Там он присоединился к семье Nickelodeon как сценарист в 2003 году, а затем в качестве главного сценариста креативной рекламы Nickelodeon. Он был ответственен за выпуск промо в эфир, рекламные ролики, объявления службы общественной информации, печатную рекламу, рекламные материалы, интернет-контент, сетевой брендинг и корпоративные презентации. Борст окончил Корнеллский университет в 2000 году со степенью в английском языке. В 2009 году Борст переехал в Лос-Анджелес, где работал сценаристом для мультсериалов «Псих» и «Юные титаны, вперед!». Во время работы на мультсериалом «Псих» Стив познакомился со Гэри Дудлезом. В 2012 году они выпустили короткометражку «Breadwinners», у которого премьера состоялась в баре в Нью-Йорке, а затем он был выпущен в интернет и было разработано полноценное шоу «Хлебоутки».

## Фильмография
| Годы            | Название                                   | Примечания                                              |
| --------------- | ------------------------------------------ | ------------------------------------------------------- |
| 2001            | 8 O 15.9994(3)                             | Сценарист; короткометражка                              |
| 2004            | Holy Crap, I Can Talk to Plants            | Сценарист                                               |
| 2004            | Исчезли                                    | Сценарист                                               |
| 2010            | FEARnet’s Movies with More Brains          | Сценарист; ТВ-Фильм                                     |
| 2010-2013       | Псих                                       | Сценарист                                               |
| 2012            | Captain Cornelius Cartoon’s Cartoon Lagoon | Сценарист                                               |
| 2013-2014; 2017 | Юные титаны, вперед!                       | Сценарист                                               |
| 2014-2016       | Хлебоутки                                  | Создатель, исполнительный продюсер, сценарист, редактор |
| 2021            | Почта Мидлмост                             | Сценарист                                               |